# Benz Velo
La Benz Velo est une automobile du pionnier allemand Carl Benz (ou Karl Benz) sortie en 1894 sous le nom de « Velocipede » et brevetée en 1895. 
Elle est dotée de quatre roues et est considérée comme la première voiture standardisée. Elle sera produite jusqu'en 1901 et à 1 200 exemplaires au total, ce qui fait d'elle la première voiture de série.

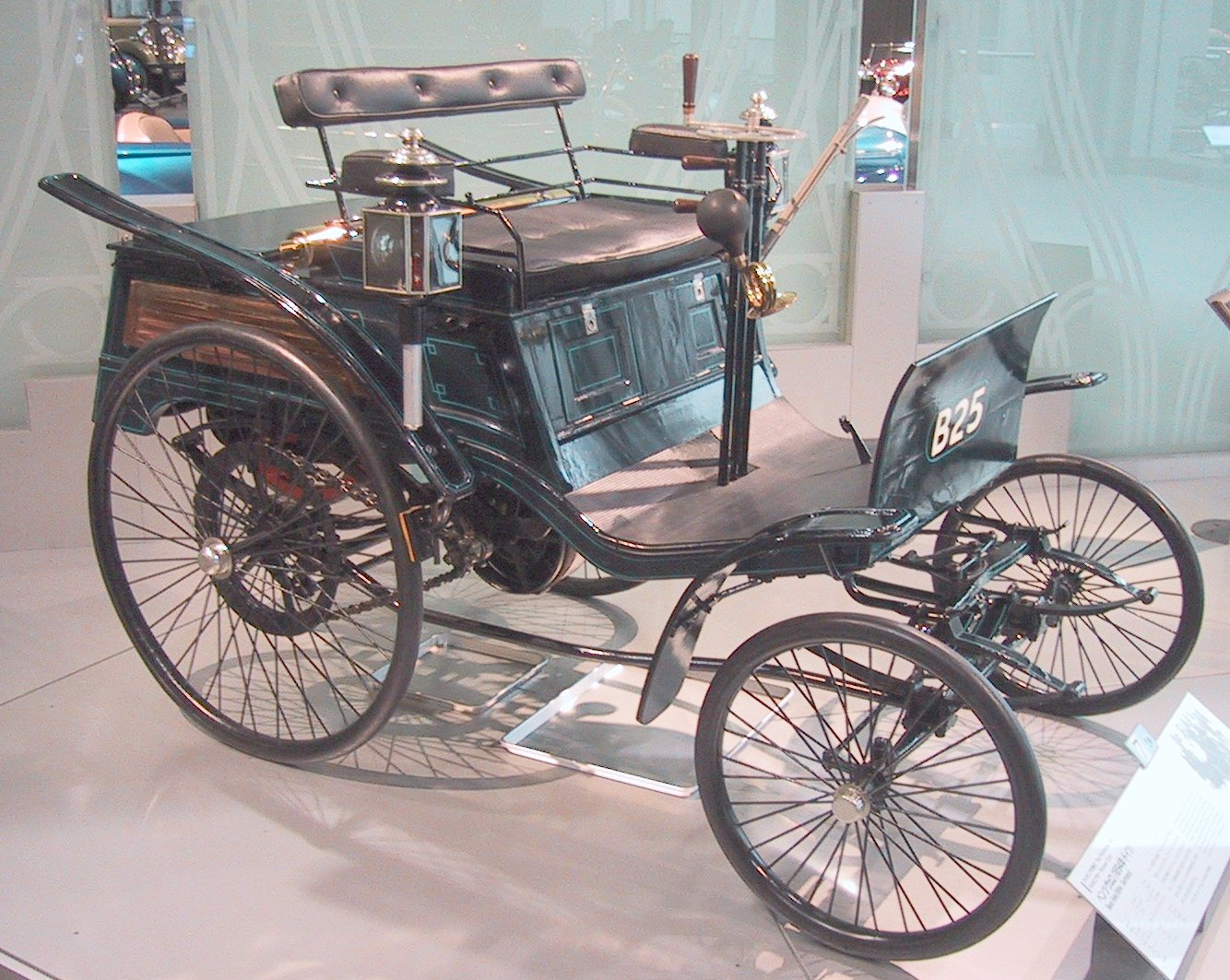
Benz Velo Velocipede (1894) au musée automobile de Toyota.

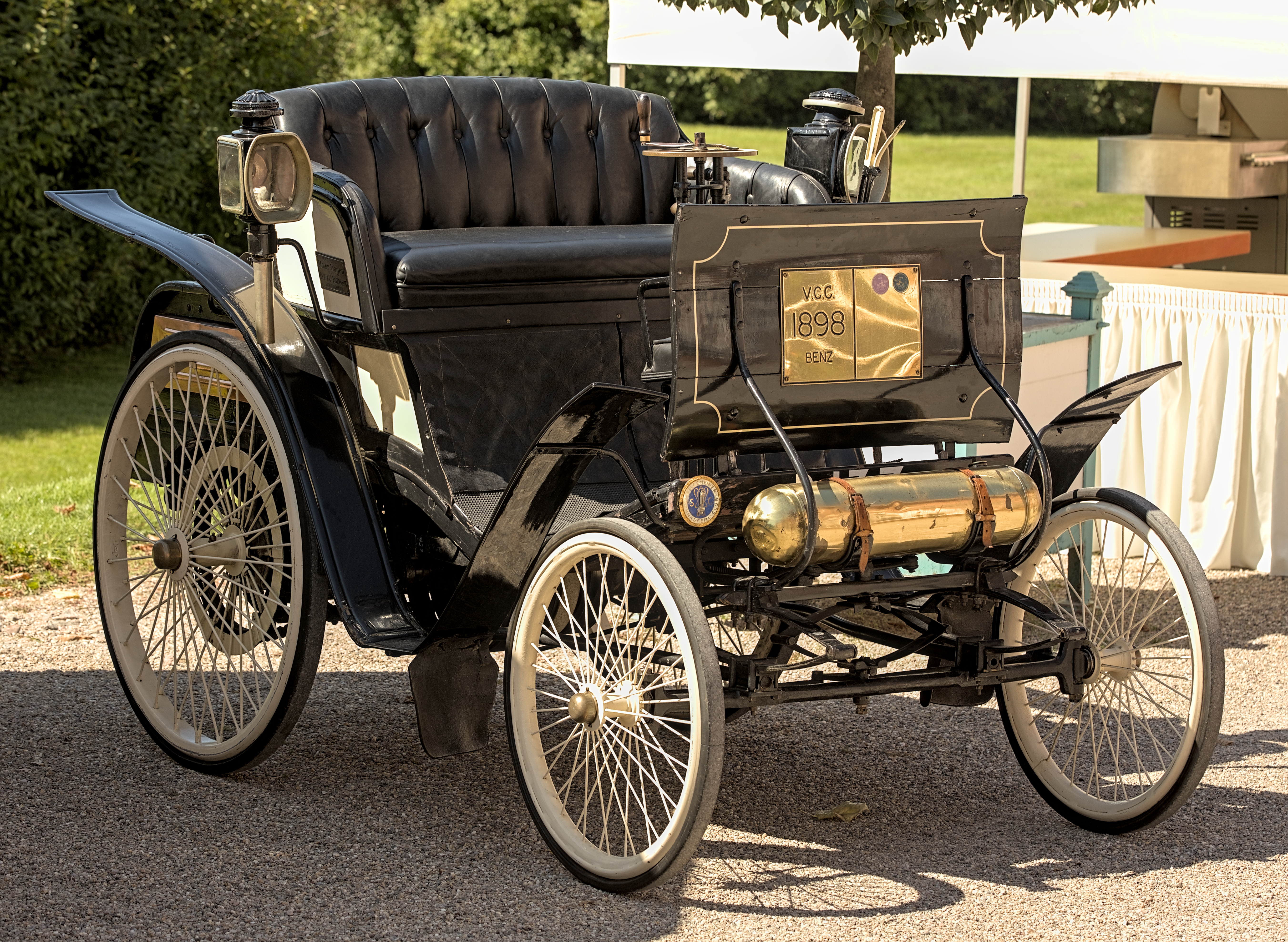
Benz Velo Classic-Gala (1898).

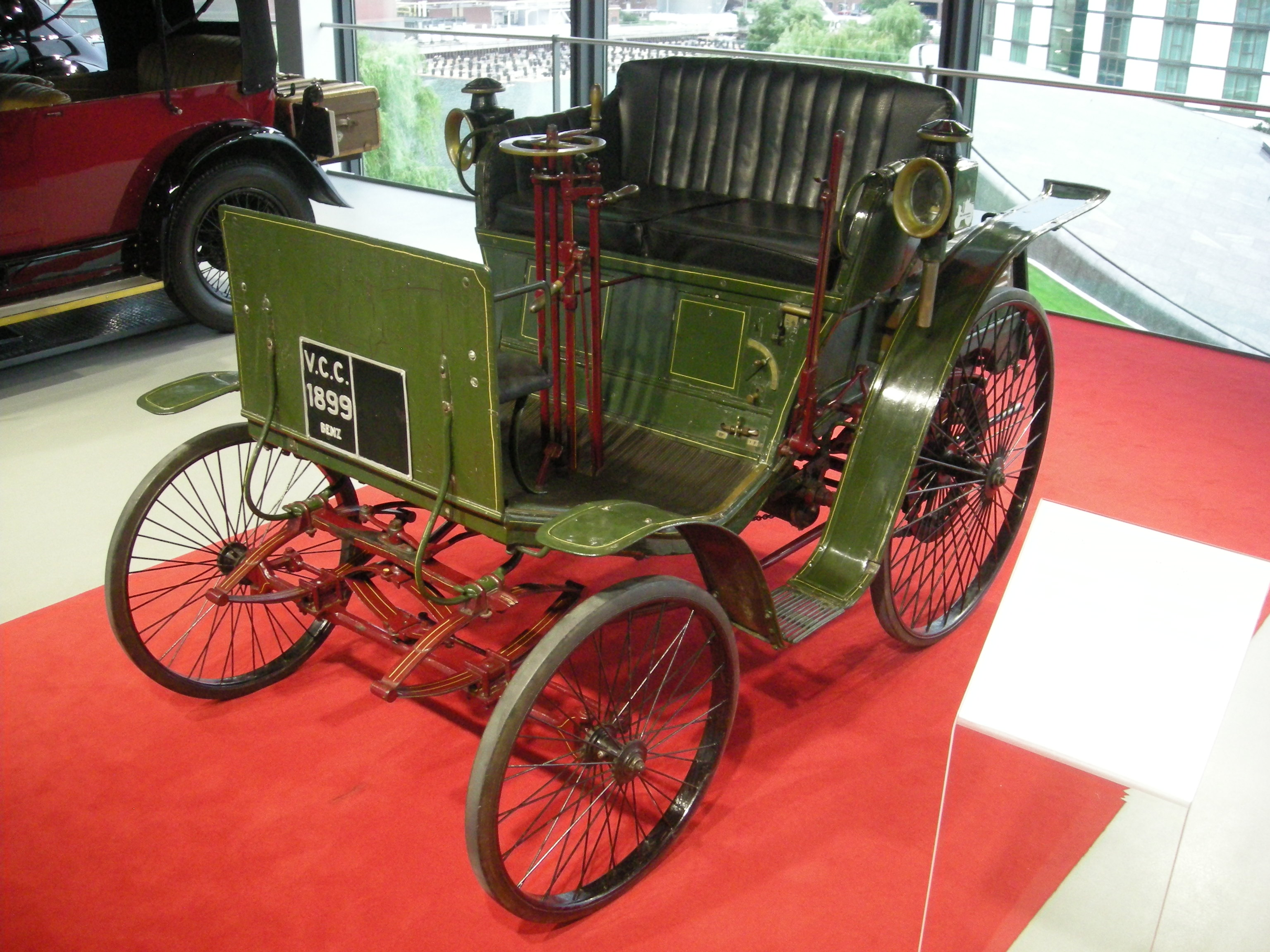
Benz Velo Comfortable (1899).

La première série (« Velocipede », 1,5 cv de 1894 à 1898) atteignait une vitesse maximum de 20 km/h et coûtait 2 000 Marks. La dernière série (« Comfortable », 3,5 cv) approchait les 30 km/h, pour un prix d'achat de 2 800 Marks.
Karl Benz avait précédemment construit la Patent Motorwagen, brevetée le 29 janvier 1886 et reconnue comme la première véritable automobile industrielle, construite à 25 exemplaires entre 1886 et 1893.

## Ventes et successeurs
La Velo est source d'inspiration pour plusieurs modèles, notamment pour Belsize Motors, Star Motor Company et Arnold, qui n'a produit que douze exemplaires, et plus tard pour Frederick Lanchester qui ajoute un starter électrique.
Le fabricant de vélocipèdes parisien Émile Roger produit des véhicules sous accord de licence avec Karl Benz. Ainsi, la grande majorité des Velo sont produites en France.
La Benz Velo est la première voiture introduite en Afrique du Sud, au cours d'une démonstration devant le président Paul Kruger le 4 janvier 1897.